# David Silva
David Josué Jiménez Silva (n. 8 ianuarie 1986, Arguineguín⁠(d), Las Palmas, Spania) este un fotbalist spaniol retras din activitate, care a jucat pe post de mijlocaș lateral la echipe ca Manchester City, Valencia și Real Sociedad. Pe plan internațional, are prezențe la națională pentru Spania.
Jucător versatil, Silva poate juca pe oricare latură a liniei de mijloc, sau ca playmaker. El este adesea comparat cu Pablo Aimar, jucător pe care l-a înlocuit la Valencia.

## Goluri internaționale
| #   | Data              | Stadion                                       | Oponent               | Gol  | Rezultat | Competiția                                             |
| --- | ----------------- | --------------------------------------------- | --------------------- | ---- | -------- | ------------------------------------------------------ |
| 1.  | 22 august 2007    | Toumba, Salonic, Grecia                       | Grecia                | 2–2  | 3–2      | Meci amical                                            |
| 2.  | 22 august 2007    | Toumba, Salonic, Grecia                       | Grecia                | 3–2  | 3–2      | Meci amical                                            |
| 3.  | 26 iunie 2008     | Ernst Happel, Viena, Austria                  | Rusia                 | 3–0  | 3–0      | Euro 2008                                              |
| 4.  | 5 septembrie 2009 | Riazor, A Coruña, Spania                      | Belgia                | 1–0  | 5–0      | Calificările pentru Campionatul Mondial de Fotbal 2010 |
| 5.  | 5 septembrie 2009 | Riazor, A Coruña, Spania                      | Belgia                | 4–0  | 5–0      | Calificările pentru Campionatul Mondial de Fotbal 2010 |
| 6.  | 14 octombrie 2009 | Bilino Polje, Zenica, Bosnia și Herțegovina   | Bosnia și Herțegovina | 1–0  | 5–2      | Calificările pentru Campionatul Mondial de Fotbal 2010 |
| 7.  | 8 iunie 2010      | Condomina, Murcia, Spania                     | Polonia               | 2–0  | 6–0      | Meci amical                                            |
| 8.  | 11 august 2010    | Azteca, Mexico City, Mexic                    | Mexic                 | 1–1  | 1–1      | Meci amical                                            |
| 9.  | 3 septembrie 2010 | Rheinpark, Vaduz, Liechtenstein               | Liechtenstein         | 4–0  | 4–0      | Preliminariile Campionatului European de Fotbal 2012   |
| 10. | 8 octombrie 2010  | El Helmántico, Salamanca, Spania              | Lituania              | 3–1  | 3–1      | Preliminariile Campionatului European de Fotbal 2012   |
| 11. | 9 februarie 2011  | Santiago Bernabéu, Madrid, Spania             | Columbia              | 1–0  | 1–0      | Meci amical                                            |
| 12. | 11 octombrie 2011 | José Rico Pérez, Alicante, Spania             | Scoția                | 1–0  | 3–1      | Preliminariile Campionatului European de Fotbal 2012   |
| 13. | 11 octombrie 2011 | José Rico Pérez, Alicante, Spania             | Scoția                | 2–0  | 3–1      | Preliminariile Campionatului European de Fotbal 2012   |
| 14. | 15 noiembrie 2011 | Nacional, San José, Costa Rica                | Costa Rica            | 2–1  | 2–2      | Meci amical                                            |
| 15. | 29 februarie 2012 | La Rosaleda, Málaga, Spania                   | Venezuela             | 2–0  | 5–0      | Meci amical                                            |
| 16. | 3 iunie 2012      | La Cartuja, Sevilla, Spania                   | China                 | 1–0  | 1–0      | Meci amical                                            |
| 17. | 14 iunie 2012     | PGE Arena, Gdańsk, Polonia                    | Republica Irlanda     | 2–0  | 4–0      | Euro 2012                                              |
| 18. | 1 iulie 2012      | Olympic, Kiev, Ucraina                        | Italia                | 1–0  | 4–0      | Euro 2012                                              |
| 19. | 20 iunie 2013     | Estádio do Maracanã, Rio de Janeiro, Brazilia | Tahiti                | 2–0  | 10–0     | Cupa Confederațiilor FIFA 2013                         |
| 20. | 20 iunie 2013     | Estádio do Maracanã, Rio de Janeiro, Brazilia | Tahiti                | 10–0 | 10–0     | Cupa Confederațiilor FIFA 2013                         |

## Statistici carieră

### Club

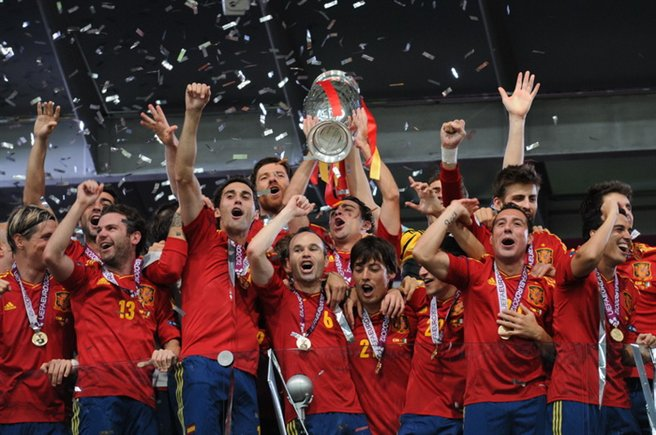
Silva a câștigat cu Spania trei trofee majore consecutive (Euro 2008, Campionatul Mondial de Fotbal 2010 și Euro 2012)

La 12 mai 2019.
| Club            | Sezon         | Campionat        | Campionat | Campionat | Cupă    | Cupă   | Europa  | Europa | Total   | Total  |
| Club            | Sezon         | Divizie          | Meciuri   | Goluri    | Meciuri | Goluri | Meciuri | Goluri | Meciuri | Goluri |
| --------------- | ------------- | ---------------- | --------- | --------- | ------- | ------ | ------- | ------ | ------- | ------ |
| Eibar           | 2004–05       | Segunda División | 35        | 4         | 0       | 0      | —       | —      | 35      | 4      |
| Celta Vigo      | 2005–06       | La Liga          | 34        | 4         | 0       | 0      | —       | —      | 34      | 4      |
| Valencia        | 2006–07       | La Liga          | 36        | 4         | 2       | 1      | 11      | 3      | 49      | 8      |
| Valencia        | 2007–08       | La Liga          | 34        | 5         | 8       | 1      | 6       | 0      | 48      | 6      |
| Valencia        | 2008–09       | La Liga          | 19        | 4         | 3       | 0      | 3       | 1      | 25      | 5      |
| Valencia        | 2009–10       | La Liga          | 30        | 8         | 2       | 1      | 7       | 1      | 39      | 10     |
| Valencia        | Total         | Total            | 119       | 21        | 15      | 3      | 27      | 5      | 161     | 29     |
| Manchester City | 2010–11       | Premier League   | 35        | 4         | 8       | 1      | 10      | 1      | 53      | 6      |
| Manchester City | 2011–12       | Premier League   | 36        | 6         | 3       | 0      | 10      | 2      | 49      | 8      |
| Manchester City | 2012–13       | Premier League   | 32        | 4         | 6       | 1      | 3       | 0      | 41      | 5      |
| Manchester City | 2013–14       | Premier League   | 27        | 7         | 7       | 0      | 6       | 1      | 40      | 8      |
| Manchester City | 2014–15       | Premier League   | 32        | 12        | 4       | 0      | 6       | 0      | 42      | 12     |
| Manchester City | 2015–16       | Premier League   | 24        | 2         | 4       | 0      | 8       | 2      | 36      | 4      |
| Manchester City | 2016–17       | Premier League   | 34        | 4         | 4       | 2      | 7       | 2      | 45      | 8      |
| Manchester City | 2017–18       | Premier League   | 29        | 9         | 4       | 1      | 7       | 0      | 40      | 10     |
| Manchester City | 2018–19       | Premier League   | 33        | 6         | 7       | 1      | 9       | 3      | 49      | 10     |
| Manchester City | Total         | Total            | 282       | 54        | 47      | 5      | 66      | 11     | 395     | 70     |
| Total carieră   | Total carieră | Total carieră    | 470       | 83        | 62      | 8      | 93      | 16     | 625     | 107    |

### Națională
La 14 noiembrie 2017.
| Spania | Spania  | Spania |
| An     | Meciuri | Goluri |
| ------ | ------- | ------ |
| 2006   | 1       | 0      |
| 2007   | 10      | 2      |
| 2008   | 9       | 1      |
| 2009   | 12      | 3      |
| 2010   | 12      | 4      |
| 2011   | 10      | 4      |
| 2012   | 15      | 4      |
| 2013   | 8       | 2      |
| 2014   | 10      | 2      |
| 2015   | 7       | 1      |
| 2016   | 15      | 5      |
| 2017   | 9       | 7      |
| Total  | 118     | 35     |

## Palmares

### Club
Valencia
- Copa del Rey: 2007–08

Manchester City
- FA Cup: 2010–11
- Premier League: 2011–12
- FA Community Shield: 2012

### Națională
Spania
- Campionatul Mondial de Fotbal: 2010
- Campionatul European de Fotbal (2): 2008, 2012
- Cupa Confederațiilor FIFA

Locul 3: 2009
- Campionatul European Under-19: 2004
- Campionatul Mondial FIFA U-17

Finalist: 2003

### Individual
- Campionatul Mondial FIFA U-17 — Balonul de Bronz: 2003
- Pedro Zaballa award: 2005
- Manchester City Player of the Month (4): October, November, & December 2010; September 2011
- Premier League Player of the Month: September 2011
- Fotbalistul anului la Manchester City: 2011–12, Runner-up 2010–11[18]
- PFA Premier League Team of the Year: 2011–12
- UEFA Euro Team of the Tournament: 2012

### Decorații
- Medalla de Oro de Canarias: 2010[19]
- Gold Medal of the Royal Order of Sporting Merit: 2011[20]